# 阿兰达德蒙卡约
阿兰达德蒙卡约是西班牙阿拉贡自治区萨拉戈萨省的一个市镇。 总面积91平方公里，总人口229人（2001年），人口密度3人/平方公里。